# 3805-ös mellékút (Magyarország)
A 3805-ös számú mellékút egy bő 8 kilométeres hosszúságú, négy számjegyű mellékút Borsod-Abaúj-Zemplén vármegye keleti részén; a Bodrogközben fekvő Vajdácska község számára biztosít közlekedési kapcsolatokat északkelet-délnyugati irányban, a tájegység népesebb helységeit összekötő, keresztirányú útvonalakkal.

## Nyomvonala
A 3814-es útból ágazik ki, annak az 5+250-es kilométerszelvénye közelében, Sárospatak keleti külterületei között, északkeleti irányban. Lakott helyeket a város területén nem is nagyon érint, leszámítva Halászhomok külterületi városrészt, melynek déli széle mellett nagyjából 1,2 kilométer megtétele után halad el. Mintegy 2,5 kilométer után már Vajdácska határai közt folytatódik, e helység lakott területét 3,2 kilométer után éri el. Települési neve e községben Fő utca, így lép ki a belterületről is, annak keleti szélén, 5,3 kilométer teljesítése után. A 7+150-es kilométerszelvénye táján Bodroghalom területére lép, de ennek a falunak sem érinti lakott helyeit.  Utolsó mintegy 200 méteres szakasza Bodroghalom és Alsóberecki határvonalát követi, s végül ez utóbbi község határai között ér véget, beletorkollva a 381-es főútba, annak a 8+550-es kilométerszelvénye közelében.
Teljes hossza, az országos közutak térképes nyilvántartását szolgáló kira.kozut.hu adatbázisa szerint 8,319 kilométer.

## Települések az út mentén
- (Sárospatak)
- Vajdácska
- (Bodroghalom)
- (Alsóberecki)

## Története
A Kartográfiai Vállalat 1990-es kiadású Magyarország autóatlasza a teljes szakaszát kiépített, pormentes útként tünteti fel.